# Босе (Дордоња)
Босе (фр. Bosset) насеље је и општина у југозападној Француској у региону Аквитанија, у департману Дордоња која припада префектури Бержерак.
По подацима из 2011. године у општини је живело 197 становника, а густина насељености је износила 13,57 становника/km². Општина се простире на површини од 14,52 km². Налази се на средњој надморској висини од 130 метара (максималној 146 m, а минималној 69 m).

## Демографија
| 1962. | 1968. | 1975. | 1982. | 1990. | 1999. | 2011. |
| ----- | ----- | ----- | ----- | ----- | ----- | ----- |
| 192   | 204   | 199   | 182   | 209   | 206   | 197   |

График промене броја становника у току последњих година